# Sensorium
El Sensorium es tracta de la primera pel·lícula comercial en format 4D, produïda amb col·laboració amb Landmark Entertainment, la primera projecció de la qual es fes a un dels parcs temàtics Six Flags a Baltimore, el 1984. No es projectà enlloc més.

## Trama de la pel·lícula
La trama de Sensorium era la següent: s'explicaven uns passatemps americans sobre l'entrada del segle xx. La història estava narrada per l'inventor Phineas Flaggan, inspirat pel personatge literari rodamons de Jules Verne, de la cèlebre novel·la Around The World in Eighty Days.

## Tecnologia de la pel·lícula
La pel·lícula 4D inclou múltiples pistes amb sistema de so discret, seients "bodysonic" i un sistema amb una sèrie de diferents olors que s'activaven de manera sincronitzada amb la pel·lícula, anomenat "Scent-a-Vision", o ensuma una imatge.